# Lommilamme
Lommilamme är en sjö i Sandvikens kommun i Gästrikland och ingår i Gavleåns huvudavrinningsområde. Sjön är 6,5 meter djup, har en yta på 0,028 kvadratkilometer och befinner sig 216 meter över havet.